# Sokoli Staw
Sokoli Staw (do 1945 niem. Pasterwisch) – wysychający staw w Mierzynie, położony tuż przy granicy administracyjnej Szczecina. W bezpośrednim sąsiedztwie Sokolego Stawu ciek wodny Stobnica wpada do strumienia Bukowa.